# Max Cabanes
Max Cabanes (Béziers, 22 september 1947) is een Franse stripauteur.

## Carrière
Max Cabanes studeerde zeefdruk en werkte ook met keramiek voor hij in 1972 begon als stripauteur. Toen verschenen zijn eerste strips in het blad Record. In 1973 volgde Pilote waar Cabanes strips tekende rond de actualiteit. Verder leverde hij ook tekeningen voor de bladen Paris-Match en Lui. In 1975 begon hij aan de reeks Dans les village, die eerst verscheen in het blad Tousse Bourin en later in Fluide glacial, Pilote en Charlie Mensuel. In 1977 tekende hij Renart ('Reinaert de vos') op scenario van Jean-Claude Forest voor A Suivre. Voor datzelfde blad maakte hij ook de strips Rencontres du troisième sale type en Colin Maillard. Deze laatste strip werd als tweeluik in album uitgegeven bij Casterman.
Het werk van Max Cabanes werd bekroond met de Grote Prijs van het Internationaal Stripfestival van Angoulême in 1990.
- Biblioteca Nacional de España: XX870821
- Bibliothèque nationale de France: cb14970937j (data)
- Gemeinsame Normdatei: 134034333
- International Standard Name Identifier: 0000 0001 2030 785X
- Library of Congress Control Number: no2016017780
- MusicBrainz: 24991bba-e7d0-4c89-826b-d2bb3f1bc9af
- Nationale Bibliotheek van Tsjechië: xx0017991
- Nederlandse Thesaurus van Auteursnamen: 069572615
- RKD-Nederlands Instituut voor Kunstgeschiedenis: 14633
- Système universitaire de documentation: 026760894
- Virtual International Authority File: 93333638